# NGC 2318
NGC 2318 é um aglomerado aberto na direção da constelação de Canis Major. O objeto foi descoberto pelo astrônomo William Herschel em 1785, usando um telescópio refletor com abertura de 18,6 polegadas. 